# Jagapura
Jagapura is een bestuurslaag in het regentschap Brebes van de provincie Midden-Java, Indonesië. Jagapura telt 7211 inwoners (volkstelling 2010).